# Joachim Heusinger von Waldegg
Joachim Heusinger von Waldegg (* 1940 in Marburg) ist ein deutscher Kunsthistoriker.

## Leben und Wirken
Joachim Heusinger von Waldegg studierte Kunstgeschichte, Archäologie und Soziologie an den Universitäten Aachen, Köln, Hamburg, Tübingen und Saarbrücken. Mit einer Arbeit über Fritz Wrampe wurde er 1970 an der Universität des Saarlandes promoviert. Danach war er wissenschaftlicher Mitarbeiter und Ausstellungsmacher an der Hamburger Kunsthalle, am Rheinischen Landesmuseum Bonn und an der Kunsthalle Mannheim. 
Seit 1984 war er Professor für Kunstgeschichte an der Staatlichen Akademie der Bildenden Künste Karlsruhe. 2006 wurde er emeritiert.

## Schriften
- Der Bildhauer und Zeichner Fritz Wrampe (1893–1934). Dissertation. Universität Saarbrücken 1970.
- H. M. Davringhausen. Rheinland, Köln 1977, ISBN 3-7927-0290-8.
- (Hrsg.): Otto Freundlich. 1878–1943. Monographie mit Dokumentation und Werkverzeichnis. Rheinland, Köln 1978, ISBN 3-7927-0413-7.
- mit Helmut R. Leppien (Bearb.): Richard Luksch, Elena Luksch-Makowsky. Christians, Hamburg 1979, ISBN 3-7672-0624-2
- (Bearb.): Francis Bacon. Schreiender Papst 1951. Städtische Kunsthalle Mannheim, Mannheim 1980. 2. Auflage 1985.
- Rupprecht Geiger. Ausstellungskatalog. Städtische Kunsthalle Mannheim, Mannheim 1982.
- mit Aurel Bongers, Dierk Stemmler (Hrsg.): Die Rheinischen Expressionisten – August Macke und seine Malerfreunde. Bonn 1984, ISBN 3-7647-0323-7.
- (Text und Red.): Die Hochschule der Bildenden Künste Karlsruhe im Dritten Reich. Staatliche Akademie der Bildenden Künste Karlsruhe, Karlsruhe 1987.
- Der Künstler als Märtyrer. Sankt Sebastian in der Kunst des 20. Jahrhunderts. Werner, Worms 1989, ISBN 3-88462-073-8.
- James Ensor. Legende vom Ich. DuMont, Köln 1991, ISBN 3-7701-2559-2. Aktualisierte Neuausgabe 1999, ISBN 3-7701-5024-4.[3]
- (Mitarb.): G. F. Ris. Rothe, Frankfurt am Main 1994, ISBN 3-920651-22-7.
- Fernand Léger, La ville. Eine Kunst-Monographie. Insel, Frankfurt am Main 1995, ISBN 3-458-33405-X.